# Maylene and the Sons of Disaster
Maylene and the Sons of Disaster, inna pisownia: Maylene & the Sons of Disaster, MATSOD – amerykańska grupa metalcore'owa.

## Historia
Założony przez Dallasa Taylora (byłego wokalistę Underøath) w połowie 2004 roku, w Birmingham, w stanie Alabama, zespół grający metalcore w stylistyce Southern metal (tzw. southern sound, i stąd określenia Southerncore, Southern metalcore etc.), niemający jednak zbyt wiele wspólnego z christian metalcore jaka to etykieta do grupy przylgnęła, co potwierdzają słowa Dallasa z 2006 r.: "Maylene and Christianity are children of two entirely separate mothers" (Maylene i chrześcijaństwo są dziećmi dwóch całkowicie różnych matek).
Nazwa i koncept, odnoszą się do kryminalnej legendy gangu Ma Baker, jej 4 synów i kolejnych kochanków, który w okresie międzywojnia odpowiadał za liczne napady i porwania w stanach Kansas, Missouri i Minnesocie.
Pierwotnie związali się z Mono Vs Stereo, który 25 października 2005 r. wydał debiutancki album zespołu zatytułowany po prostu Maylene & The Sons of Disaster. W kwietniu 2006 przenieśli się do Ferret Records, a w styczniu 2007 wydali 3-utworową EPkę The Day Hell Broke Loose at Sicard Hollow zapowiadającą nowy album, dlatego też dwa utwory z EP, znalazły się na wydanej 20 marca 2007 płycie zatytułowanej po prostu II. Celem jej promocji, w kwietniu wyruszyli w trasę z Haste the Day (goście trasy to m.in. From Autumn to Ashes, The Sleeping, Alesana), a w maju dołączyli do "Dirty South Tour" z Underøath, Norma Jean, The Glass Ocean, gdzie mieli okazję zagrać kilka koncertów ze zbliżonymi stylistycznie do nich He Is Legend.
Od września do listopada 2008 odbyli tournée, już w roli headlinera wraz z A Static Lullaby, Showbread, Confide, Attack Attack!.
Rok 2008 przyniósł również zmiany kadrowe, z oryginalnego składu pozostał poza Dallasem tylko basista Roman Havaland.
Wiosna 2009 przyniosła kolejny album, zatytułowany po prostu III, po jego nagraniu zespół udał się do Australii, by pod koniec lutego, by wziąć udział w Soundwave Festival obok Nine Inch Nails, Alice in Chains, Lamb of God, In Flames, Unearth, Poison The Well, Red Jumpsuit Apparatus, Anberlin, Underoath, Say Anything, The Audition, Evergreen Terrace.
W 2010 odbyli "Scream the prayer 2010 tour" wraz For Today, Blessed by a Broken Heart, A Plea for Purging, The Color Morale, The Crimson Armada, I the Breather, The Great Commission, In the Midst of Lions i Hundredth.

## Muzycy
| Obecny skład zespołu - Dallas Taylor – wokal prowadzący, gitara akustyczna (od 2004) - Jasin Todd – gitara prowadząca (od 2015) - Jake Duncan – gitara rytmiczna, wokal wspierający (2009–2011, od 2013) - Steve Savis – gitara rytmiczna, wokal wspierający (od 2015) - Brad Lehmann – gitara basowa, wokal wspierający (od 2009) - Jon Thatcher Longley – perkusja (od 2015) Muzycy koncertowi - Jon Thatcher Longley – perkusja (2011) - Sam Anderson – perkusja, wokal wspierający (2011, 2014) - Luis Mariani – gitara rytmiczna, wokal wspierający (2011) - Josh Butler – perkusja (2011) - Jasin Todd – gitara prowadząca (2014) - Schuylar Croom – wokal prowadzący (2009–2010) - Matthew Hastings – wokal prowadzący (2016) - Keller Harbin – wokal prowadzący (2016) | Byli członkowie zespołu - Josh Cornutt – gitara rytmiczna, gitara basowa (2004–2005) - Scott Collum – gitara prowadząca (2004–2008) - Lee Turner – perkusja (2004–2008) - Roman Haviland – gitara basowa, wokal wspierający (2004–2009) - Josh Williams – gitara rytmiczna (2005–2008) - Kelly Scott Nunn – gitara rytmiczna, wokal wspierający (2008–2010) - Matt Clark – perkusja, wokal wspierający (2008–2011) - Chad Huff – gitara prowadząca (2008-2015) - Miles McPherson – perkusja (2011–2014) |

## Dyskografia
Albumy
| Maylene and the Sons of Disaster        | - Data: 25 października 2005 - Wydawca: Mono vs Stereo | –   | –  | 3 |
| II                                      | - Data: 20 marca 2007 - Wydawca: Ferret Music          | 156 | 17 | – |
| III                                     | - Data: 23 czerwca 2009 - Wydawca: Ferret Music        | 71  | 7  | – |
| IV                                      | - Data: 27 września 2011 - Wydawca: Ferret Music       | –   | 39 | – |
| „–” oznacza, że album nie był notowany. |                                                        |     |    |   |

Minialbumy
| Tytuł                                     | Dane dot. albumu                              |
| ----------------------------------------- | --------------------------------------------- |
| The Day Hell Broke Loose at Sicard Hollow | - Data: 6 lutego 2007 - Wydawca: Ferret Music |
| Where the Saints Roam                     | - Data: 27 lipca 2010 - Wydawca: Ferret Music |